# 유존 (신향양후)
유존(劉尊, ? ~ ?)은 전한 후기의 제후로, 청하강왕의 증손이다.

## 행적
아버지 유보가의 뒤를 이어 신향후(新鄕侯)에 봉해졌다.
시호를 양(煬)이라 하였고, 작위는 아들 유동이 이었다.

## 출전
- 반고, 《한서》 권15하 왕자후표 下

| 선대 아버지 신향희후 유보가 | 전한의 신향후 ? ~ ? | 후대 아들 유동 |